# EDEA (empresa)
EDEA (Empresa Distribuidora de Energía Atlántica), es una empresa privada constituida el 2 de junio de 1997, que tiene por objeto social la prestación del servicio de distribución y comercialización de energía eléctrica dentro del interior de la provincia de Buenos Aires. La concesión abarca aproximadamente 105.438 kilómetros cuadrados y tiene una población estimada de más de 1.500.000 personas.
Edea forma parte del grupo DESA, cuyo presidente y CEO es el empresario Rogelio Pagano. La Empresa presta servicio, en forma directa, en 22 localidades, contando además entre sus usuarios a 35 cooperativas eléctricas encargadas de la distribución de energía en otras ciudades comprendidas en su área de concesión.

## Áreas de concesión
Las localidades en las que EDEA presta su servicio en forma directa y a través de cooperativas eléctricas comprendidas en su área de concesión son: General Alvear, Tapalqué, Olavarría, Azul, Benito Juárez, Tandil, Adolfo Gonzales Chaves, Tres Arroyos, San Cayetano, Necochea, Lobería, Balcarce, Miramar, General Pueyrredón, Santa Clara del Mar, Mar Chiquita, Ayacucho, Rauch, Las Flores, General Belgrano, Pila, General Guido, Maipú, General Madariaga, Villa Gesell, Pinamar, Partido de la Costa, General Lavalle, Tordillo, Dolores, Castelli, Chascomús y General Paz.

## Inversiones
En el sistema de media tensión del área suburbana de Mar del Plata y Batán se reestructuró el sistema de 33/13,2 kV,
En los dos años siguientes a la elección de Mauricio Macri como presidente de la Nación y María Eugenia Vidal como gobernadora de la provincia de Buenos Aires, DESA compró las cuatro empresas en que había sido dividido el servicio de distribución eléctrica de la provincia de Buenos Aires: Eden (norte y centro), Edes (sur), Edelap (La Plata y alrededores) y Edea (Costa Atlántica y centro). Simultáneamente DESA compró EDESA, la empresa eléctrica de la provincia de Salta. 
También se amplió la capacidad de potencia en Lobería, Ayacucho, Rauch y General Alvear y se modernizaron las redes de media tensión de Dolores, Chascomús, General Lavalle, Tordillo, Labardén, Pila, General Belgrano, Santa Teresita, San Clemente del Tuyú y Ayacucho.[cita requerida]